# Iris (песня)
«Iris» — песня группы Goo Goo Dolls, написанная для саундтрека к фильму «Город ангелов», позднее изданная в альбоме Dizzy Up the Girl. «Iris» стала самым успешным синглом группы, продержавшись 18 недель подряд на первом месте чарта Billboard Hot 100 Airplay. Goo Goo Dolls также исполнили эту песню на благотворительном концерте, направленном на сбор помощи жертвам террористического акта 11 сентября.

## Список композиций
UK E.P.
1. «Iris» — 4:51
2. «Slide» — 3:34
3. «Iris» (Acoustic) — 3:26
4. «Slide» (Acoustic) — 3:15

Korean single
1. «Iris» — 4:51
2. «Lazy Eye» — 3:16
3. «I Don’t Want To Know» — 4:12

## Позиции в чартах
Iris установила рекорд в Hot 100 Airplay, продержавшись на первом месте 18 недель подряд.

| Chart (1998)                          | Peak position    |
| ------------------------------------- | ---------------- |
| Australia ARIA Charts                 | 1                |
| Belgium (Wallonia) Singles Chart      | 3                |
| Canadian RPM Singles Chart            | 1                |
| Canadian RPM Alternative 30           | 2                |
| Dutch Top 40                          | 9                |
| New Zealand Singles Chart             | 16               |
| Norwegian Singles Chart               | 19               |
| Swedish Singles Chart                 | 34               |
| U.S. Billboard Hot 100 Airplay        | 1                |
| U.S. Billboard Modern Rock Tracks     | 1                |
| U.S. Billboard Mainstream Rock Tracks | 8                |
| U.S. Billboard Hot 100                | 9                |
| UK Singles Chart                      | 26               |
| Чарт (2009)                           | Лучший результат |
| UK Rock Chart                         | 1                |
| Чарт (2010)                           | Лучший результат |
| UK Rock Chart                         | 1                |

| Годовой чарт (1999)    | Результат |
| ---------------------- | --------- |
| U.S. Billboard Hot 100 | 94        |

## Сертификация
| Регион | Сертификация  | Продажи    |
| --- | ------------- | ---------- |
| Австралия (ARIA) | 2× Платиновый | 140 000^   |
| Бельгия (BEA) | Золотой       | 25 000*    |
| Канада (Music Canada) | Бриллиантовый | 800 000    |
| Дания (IFPI Danmark) | Платиновый    | 90 000     |
| Италия (FIMI) · sales since 2009 | 3× Платиновый | 300 000    |
| Новая Зеландия (RMNZ) | 7× Платиновый | 210 000    |
| Португалия (AFP) | 5× Платиновый | 50 000     |
| Испания (PROMUSICAE) | Платиновый    | 60 000     |
| Великобритания (BPI) | 7× Платиновый | 4 200 000  |
| США (RIAA) | Бриллиантовый | 10 000 000 |
| * Данные о продажах приведены только на основе сертификации. · ^ Данные о тиражах приведены только на основе сертификации. · Данные о продажах + прослушиваниях приведены только на основе сертификации. |               |            |

## Награды и номинации
«Iris» была номинирована на Грэмми 1999 года в номинациях «Запись года», «Лучшее вокальное поп исполнение дуэтом или группой» и «Песня года». Сингл получил статус платинового (RIAA) 18 августа 2008 года.

## Использование песни
Аврил Лавин исполнила песню на церемонии вручения премии Fashion Rocks Awards вместе с солистом Goo Goo Dolls Джонни Резником. Также песня звучала в качестве первого танца на свадьбе Лавин и вокалиста Sum 41 Дерик Уибли.
Кавер-версии Iris исполняли Леона Льюис, Райан Стар, New Found Glory, Finley, Jal, Boyz II Men, Boyce Avenue, Ronan Keating, The Wanted, Sleeping With Sirens, twenty one pilots, Breaking Benjamin, Diamante.

## Кавер-версия Ронана Китинга
«Iris» второй сингл ирландского исполнителя Ронана Китинга для его четвёртого альбома Bring You Home. Песня добралась до 12 места в чарте UK Singles Chart, став первым синглом певца, не вошедшим в топ 10.

### Список композиций
UK CD1
1. «Iris» — 4:07
2. «When You Say Nothing At All» (Live) — 4:24

UK CD2
1. «Iris» — 4:07
2. «Lovin' Each Day» (Live) — 3:32
3. «Last Thing On My Mind» (Live) — 3:56
4. «Iris» (Video) — 3:36

## Позиции в чартах
| Чарт (2006)           | Лучший результат |
| --------------------- | ---------------- |
| UK Singles Chart      | 12               |
| Irish Singles Chart   | 20               |
| UK Download Chart     | 38               |
| Italian Singles Chart | 29               |